# Internet Explorer 7
Internet Explorer 7 (w skrócie nazywany IE7) – następca przeglądarki internetowej Internet Explorer 6 produkcji firmy Microsoft, opublikowana pod koniec 2006 dla Windows Vista, Windows XP SP2 i Windows Server 2003. Jest następcą Internet Explorer 6. Według danych z okresu 28 października – 3 listopada 2008 IE7 używa w Polsce 23,8% internautów. Dane dla świata z października 2008 wskazują na poziom 47,08%.
Od tej wersji oficjalna nazwa Internet Explorer została zmieniona z Microsoft Internet Explorer na Windows Internet Explorer.

## Historia
15 lutego 2005 szef Microsoftu zapowiedział, że nowa wersja przeglądarki zostanie zaprezentowana na Conference 2005 w San Francisco. Wersja Beta1 została opublikowana 27 lipca 2005 dla beta-testerów, a pierwsza wersja opublikowana dla szerszej grupy, czyli Beta2 31 stycznia 2006. A finalna wersja IE7 została opublikowana 18 października 2006. 5 października 2007, Microsoft usunął konieczność sprawdzania oryginalności systemu, przed ściągnięciem  pliku instalacyjnego z Internet Explorerem 7.
| Główna wersja | Szczegółowa wersja | Data wydania         | Zmiany                                                                   | Dostarczany z        |
| ------------- | ------------------ | -------------------- | ------------------------------------------------------------------------ | -------------------- |
| Wersja 7      | 7.0 Beta 1         | 27 lipca 2005        | Wsparcie dla PNG alpha channel. Poprawki w CSS. Przeglądanie na kartach. | Windows Vista Beta 1 |
| Wersja 7      | 7.0 Beta 2 Preview | 31 stycznia 2006     | Kilka poprawek w CSS. Integracja RSS. Nowe UI.                           |                      |
| Wersja 7      | 7.0 Beta 2         | 24 kwietnia 2006     | Kilka poprawek w CSS. Poprawki związane z kompatybilnością.              |                      |
| Wersja 7      | 7.0 Beta 3         | 29 czerwca 2006      | Poprawki dla CSS.                                                        |                      |
| Wersja 7      | 7.0 RC 1           | 24 sierpnia 2006     | Stabilność, bezpieczeństwo, kompatybilny i finałowy CSS.                 |                      |
| Wersja 7      | 7.0                | 18 października 2006 | Wydanie finalne i aktualne                                               | Windows Vista        |

## Najistotniejsze zmiany
- Poprawione bezpieczeństwo:
  - ulepszona architektura, mająca lepiej chronić przed wirusami i robakami,
  - automatyczne filtrowanie sfałszowanych stron (ochrona przed phishingiem).
  - informowanie użytkownika o możliwości udostępnienia jego schowka odwiedzanym serwisom www
- Zmieniony interfejs:
  - przeglądanie stron w kartach,
  - ułatwiony dostęp do wyszukiwarek,
  - automatyczne zmniejszanie stron tak, aby zmieściły się na kartce (przy drukowaniu),
  - zupełnie nowy interfejs użytkownika.
- Nowe narzędzia wykorzystujące RSS i Atom.
- Poprawki w platformie dla twórców stron internetowych:
  - ulepszona obsługa CSS (Microsoft nie wprowadził jednak w tej wersji pełnej obsługi standardów, zob. Acid2),
  - obsługa półprzezroczystych grafik PNG.
- Ochrona rodzicielska i diagnozowanie problemów z siecią (tylko w Windows Vista).